# Кванджин
Кванджин (кор. 광진구?, 廣津區?, новая романизация: Gwangjin-gu) — район в восточной части Сеула, столицы Республики Корея. Имеет статус самоуправления.

## Название
Название Кванджин происходит от названия переправы «Кваннару» (кор. 광나루), существовавшей в широком месте реки Ханган — примерно в том месте, где сейчас находится железнодорожный мост Чамсиль (кор. 잠실철교). Буквально «Кванджингу» означает следующее: «кван» (кор. «광») — «широкий», «джин» (кор. «진») — «переправа», «гу» (или «ку»; кор. «구») — «район», то есть всё вместе — «район широкой переправы».

## Расположение на карте Сеула
Кванджин расположен на северном берегу Хангана, в восточной части города. На западе граничит с Сондоном, не северо-западе — с Тондэмуном, на севере — с Чуннаном. На северо-востоке от района расположена гора Ачхасан (кор. 아차산). На южном берегу Хангана с юго-запада на восток Кванджин граничит с районами Каннам, Сонпха и Кандон.

## История
Люди обитали на территории нынешнего Кванджина ещё во времена неолита.
В период Трёх государств эта территория на более чем 190 лет — начиная со взятия столицы государства Пэкче Хансона (современный Сеул) ваном Чансу (кор. 장수왕) из Когурё, и заканчивая объединением Корейского полуострова ваном Муёлем из государства Силла — стала местом частых сражений между войсками Когурё, Силла и Пэкче.
В период японской оккупации Корейского полуострова территория Кванджина входила в состав провинции Кёнгидо. 13 августа 1949 года, после обретения Южной Кореей независимости, территория в составе района Сондон получила статус столичной территории.
1 марта 1995 года из района Сондон в отдельный район были выделены 16 донов (кварталов), в которых проживало 390 тысяч человек; новый район получил название Кванджин.

## Общая характеристика
На территории Кванджина находятся 47 образовательных учреждений, в числе которых университеты Конкук и Седжон, а также престижная высшая школа иностранных языков Дэвон — вторая старейшая школа иностранных языков в Сеуле.
Зелёная зона составляет 32,14 % (5,32 км²) от общей площади района.
В южной части Кванджина, недалеко от железнодорожного моста Чамсиль, находится восточный автобусный терминал Сеула (кор. 동서울버스터미널).
Через территорию района проходят три линии метро: 2-я, 5-я и 7-я. Общее количество станций метро в районе — 11 (две из них — пересадочные, то есть имеются две станции с одинаковым названием).
По южной стороне района, вдоль реки Ханган, проходит автомагистраль Канбён бунно (кор. 강변북로, букв. «Дорога на северном берегу реки»), являющаяся аналогом Олимпийской магистрали, протянувшейся вдоль южного берега Хангана.

## Достопримечательности
В центральной части района находится Большой детский парк (кор. 어린이대공원), возле которого расположена одноимённая станция 5-й линии метро.
На берегу Хангана обустроен городской парк Ханган (кор. 한강시민공원), а на северо-восточной окраине расположен природный парк Ачхасан (кор. 아차산자연공원), который охватывает одноимённую гору.
На горе расположена крепость Ачхасан, построенная в 286 году государством Пэкче для защиты столицы — крепости Вире — от войск Когурё. После переноса столицы Пэкче из Вире в Унджин (ныне город Конджу) в 475 году, в районе крепости произошло сражение между войсками Когурё и Силла.
В северной части Кванджингу находится музей университета Седжон.

## Населённые пункты-побратимы
Внутри страны:
- уезд Индже, провинция Канвондо, Республика Корея (с 21 мая 1999)[6]
- уезд Мунгён, провинция Кёнсан-Пукто, Республика Корея (с 29 ноября 2006)[7]
- уезд Порён, провинция Чхунчхон-Намдо, Республика Корея[8]
- уезд Йонгван, провинция Чолла-Намдо, Республика Корея (с 18 апреля 2005)[9]
- уезд Поын, провинция Чхунчхон-Пукто, Республика Корея (с 22 февраля 2006)[10]

За рубежом:
- район Эрегли (тур. Ereğli), г. Конья, Турция[11]
- г. Нашвилл (англ. Nashville), штат Теннесси, США[12]
- район Хан-Уул (монг. Хан-Уул), г. Улан-Батор, Монголия[13]